# Superpuchar Belgii w koszykówce mężczyzn
Superpuchar Belgii w koszykówce mężczyzn – mecz koszykówki rozgrywany od 1979, pomiędzy męskimi klubami mistrza Belgii oraz zdobywcy Pucharu Belgii. Odbywa się na początku rozgrywek zasadniczych Belgijskiej Ligi Koszykówki. W przypadku, gdy mistrzem Belgii jest jednocześnie zdobywca pucharu kraju, jego przeciwnikiem zostaje finalista Pucharu Belgii.
- Zdobywca superpucharu został oznaczony w żółtym polu, pogrubioną czcionką.

| Rok  | Mistrz Belgii           | Wynik  | Zdobywca Pucharu Belgii  | Przyp. |
| ---- | ----------------------- | ------ | ------------------------ | ------ |
| 1979 | Royal Fresh Air         |        | Sunair Ostenda           |        |
| 1981 | Sunair Ostenda          |        | Hellas Gent              |        |
| 1982 | Sunair Ostenda          |        | Top Tours Aarschot       |        |
| 1988 | Sunair Ostenda          |        | Maccabi Bruksela         |        |
| 1989 | R.C. Mechelen           |        | Sunair Ostenda           |        |
| 1990 | R.C. Mechelen           |        | Durox Leuven             |        |
| 1991 | R.C. Mechelen           |        | Sunair Ostenda           |        |
| 1992 | R.C. Mechelen           |        | Bobcat Gent              |        |
| 1993 | R.C. Mechelen           |        | Go Pass Pepinster        |        |
| 1994 | R.C. Mechelen           |        | ABB Leuven               |        |
| 1995 | Telindus Ostenda        |        | Basket Brussels          |        |
| 1996 | Spirou Charleroi        |        | Sunair Ostenda           |        |
| 1997 | Spirou Charleroi        |        | Sunair Ostenda           |        |
| 1998 | Spirou Charleroi        |        | Sunair Ostenda           |        |
| 1999 | Spirou Charleroi        |        | Sunair Ostenda           |        |
| 2000 | Racing Basket Antwerpen |        | Orange Ostenda           |        |
| 2001 | Telindus Ostenda        | 69–71  | Spirou Charleroi         |        |
| 2002 | Telindus Ostenda        | 78–81  | Spirou Charleroi         |        |
| 2003 | Spirou Charleroi        |        | Verviers-Pepinster       |        |
| 2004 | Spirou Charleroi        | 76–94  | Liège Basket             |        |
| 2005 | Bree                    | 75–70  | Leuven Bears             |        |
| 2006 | Telindus Ostenda        | 64–61  | Dexia Mons-Hainaut       |        |
| 2007 | Telindus Ostenda        | 86–88  | Antwerpia Giants         |        |
| 2008 | Spirou Charleroi        | 87–74  | Telindus Ostenda         |        |
| 2009 | Spirou Charleroi        | 70–84  | Liège Basket             | [ 1 ]  |
| 2010 | Spirou Charleroi        | 85–73  | Telenet Ostenda          | [ 2 ]  |
| 2011 | Spirou Charleroi        | 65–72  | Dexia Mons-Hainaut       | [ 3 ]  |
| 2012 | Telenet Ostenda         | 67–72  | Okapi Aalstar            | [ 4 ]  |
| 2013 | Telenet Ostenda         | 60–73  | Okapi Aalstar            | [ 5 ]  |
| 2014 | Telenet Ostenda         | 103–62 | Port of Antwerpia Giants | [ 6 ]  |
| 2015 | Telenet Ostenda         | 80–67  | Liège                    |        |
| 2016 | Telenet Ostenda         | 81–89  | Antwerpia Giants         | [ 7 ]  |
| 2017 | Telenet Ostenda         | 92–91  | Limburg United           | [ 8 ]  |
| 2018 | Filou Ostenda           | 63–57  | Belfius Mons-Hainaut     | [ 9 ]  |

## Zwycięzcy superpucharu
| Tytuły | Zespół             | Zwycięskie lata                                                  |
| ------ | ------------------ | ---------------------------------------------------------------- |
| 11     | Ostenda            | 1981, 1982, 1988, 1989, 1998, 2000, 2006, 2014, 2015, 2017, 2018 |
| 7      | Spirou Charleroi   | 1996, 1997, 1999, 2001, 2002, 2008, 2010                         |
| 5      | R.C. Mechelen      | 1990, 1991, 1992, 1993, 1994                                     |
| 2      | Liège Basket       | 2004, 2009                                                       |
| 2      | Antwerpia Giants   | 2007, 2016                                                       |
| 2      | Okapi Aalstar      | 2012, 2013                                                       |
| 1      | Royal Fresh Air    | 1979                                                             |
| 1      | Basket Bruksela    | 1995                                                             |
| 1      | Bree               | 2005                                                             |
| 1      | Dexia Mons-Hainaut | 2011                                                             |
| 1      | Verviers-Pepinster | 2003                                                             |